# 블라인드스팟
《블라인드스팟》(영어: Blindspot)는 2015년부터 2020년까지 방영된 미국의 범죄 드라마이다.